# 荻窪教会通り商店街
荻窪教会通り商店街（おぎくぼきょうかいどおりしょうてんがい）は、東京都杉並区天沼三丁目にある商店街である。

## 概要
- 名称は、商店街の先に在るセブンスデーアドベンチスト天沼教会に由来し、故に地域住民より「教会通り」とも呼ばれる。
- 青梅街道からセブンスデーアドベンチスト天沼教会に至る全長約500メートルの路地に、病院や銀行、薬局、不動産会社、美容所、衣料品店、飲食店、青果店、文具店、クリーニング店、コインランドリー、コンビニエンスストアなどの約80店舗が軒を連ねる。
- 作家の井伏鱒二が太宰治を連れて、商店街を抜け、弁天池を通り、阿佐谷まで飲みに通った道である。井伏鱒二の「荻窪風土記」には「弁天通り」という名前で出てくる。なお、この弁天池は現在でも天沼弁天池公園として残っている。

## 交通
- 荻窪駅（JR中央・総武緩行線、東京メトロ丸ノ内線）が最寄り。駅の北口より徒歩約1分。